# Niddy Mingilishi
Niddy Mingilishi (* 24. August 2001) ist eine sambische Leichtathletin, die sich auf den Sprint spezialisiert hat.

## Sportliche Laufbahn
Erste internationale Erfahrungen sammelte Niddy Mingilishi im Jahr 2017, als sie bei den U18-Weltmeisterschaften in Nairobi in 55,33 s den siebten Platz im 400-Meter-Lauf belegte. Im Jahr darauf gewann sie bei den Jugend-Afrikaspielen in Algier in 55,62 s die Bronzemedaille und startete anschließend bei den Olympischen Jugendspielen in Buenos Aires, bei denen sie ebenfalls die Bronzemedaille gewann. 2019 schied sie bei den Jugendafrikameisterschaften in Abidjan mit 24,60 s im Halbfinale im 200-Meter-Lauf aus und kam über 400 Meter mit 55,61 s nicht über den Vorlauf hinaus. 2022 gewann sie dann bei den Afrikameisterschaften in Port Louis in 52,36 s die Silbermedaille hinter der Südafrikanerin Miranda Coetzee. Zuvor siegte sie in 53,03 s beim Gaborone International Meet. Im Juli kam sie bei den Weltmeisterschaften in Eugene mit 52,84 s nicht über die erste Runde über 400 Meter hinaus und anschließend schied sie bei den Commonwealth Games in Birmingham mit 54,30 s im Vorlauf aus. 2024 wurde sie bei den Afrikaspielen in Accra im Vorlauf der Mixed-Staffel disqualifiziert und gewann mit der sambischen 4-mal-400-Meter-Staffel in 3:31,85 min gemeinsam mit Quincy Malekani, Abygirl Sepiso und Rhoda Njobvu die Silbermedaille hinter dem nigerianischen Team. Im Mai verpasste sie bei den World Athletics Relays auf den Bahamas eine Direktqualifikation über 4-mal 400 Meter für die Olympischen Spiele in Paris. Anschließend gelangte sie bei den Afrikameisterschaften in Douala mit 53,54 s auf den achten Platz über 400 Meter und gewann mit der Staffel in derselben Besetzung wie bei den Afrikaspielen die Silbermedaille hinter dem nigerianischen Team.

## Persönliche Bestleistungen
- 200 Meter: 23,57 s (−1,5 m/s), 26. Dezember 2020 in Lusaka
- 400 Meter: 51,76 s, 22. Mai 2022 in Lusaka